# Royersford
Royersford es un borough ubicado en el condado de Montgomery en el estado estadounidense de Pensilvania. En el año 2000 tenía una población de 4,246 habitantes y una densidad de población de 2,085.3 personas por km². Royersford se encuentra situado a 51 km al noroeste de Filadelfia, junto al Río Schuylkill. A principios del siglo XX, tenía extensas fundiciones y fábricas de cobre, de fabricación de cristal y botellas, fabricación y bordado de seda, una planta de tinte y blanqueo, trabajos de puentes, y manufactura de ladrillos, contadores de gas, camisas, carros, instrumentos agrícolas, etc. En 1900 la población era de 2.607 habitantes, y en 1920 de 3.073.

## Geografía
Royersford está situado en las coordenadas 40°11′7″N 75°32′16″O / 40.18528, -75.53778. El distrito está en los márgenes del norte del río Schuylkill.
Posee un área total de 2,1 km², de los cuales 2.0 km² son tierra y 0.1 km² agua.

## Demografía
Según el censo del año 2000, había 4.246 habitantes, 1.928 hogares, y 1.066 familias residiendo en Royersford. La densidad demográfica era de 2.075,2/km². La composición racial del distrito era de un 95,97% de blancos (término del censo), un 1,95% de afroamericanos, un 0,24% de nativos americanos, un 0,64% de asiáticos, un 0,28% de otras razas, y un 0,92% formado por dos o más razas (véase mestizo). Hispanos o latinos de cualquier país componían el 1,18% de la población.
Había 1.928 casas, de las cuales un 26,1% tenían niños menores de 18 años viviendo en ellas, un 41, eran habitadas por matrimonios, el 10,9% eran hogares sin la figura paterna, y un 44,7% no estaban habitadas por familias. El 38,8% del total de casas estaban habitadas por individuos y el 14,4% estaban habitadas por personas de 65 años de edad o superior.
En Royersford la población creció con las siguientes proporciones: 22,8% de menores de 18 años, 8,3% de 18 a 24 años, 32,5% de 25 a 44 años, 21,3% de 45 a 64 años, y 15,1% de 65 años o superior. La edad media era de 38 años. Por cada 100 mujeres había 93,2 hombres. Por cada 100 mujeres de 18 años o más, había 87,4 hombres.

## Política y gobierno
Royersford tiene un administrador municipal que forma gobierno con un alcalde y un consejo de distrito municipal con siete miembros. El actual alcalde es David Urner.
El distrito municipal es parte del Séptimo Distrito del Congreso (representado por Curt Weldon), el 146 Distrito de Edificio del órgano legislativo del Estado (representado por Mary Ann Dailey) y el 44 Distrito de Senado Estatal (representado por el senador John Rafferty, Jr.).